# Leopold Adler (Regisseur)

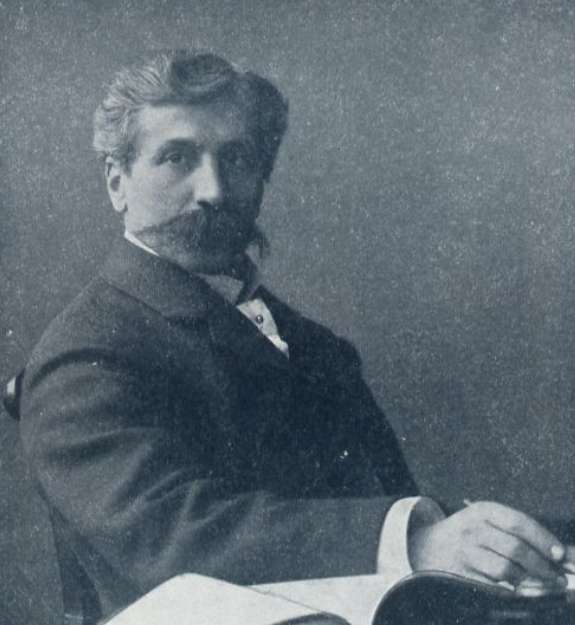
Leopold Adler (um 1903)

Leopold Adler (geboren am 5. März 1850 in Eibenschütz, Kaisertum Österreich; gestorben am 29. April 1919 in München) war ein österreichischer Theaterschauspieler, Dramaturg, Theaterintendant und Schriftsteller.

## Leben
Adler war der Sohn des Arztes Joachim Adler und der Fanny Eisenschütz, sein jüngerer Bruder Guido Adler wurde Musikwissenschaftler.
Adler wurde von Roderich Anschütz und Alexander Strakosch für die Bühnenlaufbahn vorbereitet, die er in Karlsbad als „Friedrich Schiller“ in Heinrich Laubes Die Karlsschüler begann. Danach war er an mehreren kleinen Bühnen in Sachsen tätig. Nachdem er in Riga, Breslau, am Berliner Schillertheater (1894) und am Stadttheater Leipzig (1896) als Regisseur tätig war, ging er im Oktober 1902 als Dramaturg und Regisseur an das Königliche Schauspielhaus nach Berlin. 1909 wurde er Intendant des Hoftheaters in Braunschweig. 
Auch als Schriftsteller war er tätig, seine Bearbeitungen von Hermann Höltys „Buch Hiob“, Ibsens „Kaiser und Galiläer“ (zuerst in Meiningen mit bedeutendem Erfolg aufgeführt) sowie „Das Friedensdenkmal“ sind zu erwähnen. Außerdem arbeitete er als Rezitator. Er lebte zuletzt als Schriftsteller in Nymphenburg.